# Lino Bianchi
Angelino Bianchi, detto Lino (Vedano Olona, 14 maggio 1920 – Roma, 12 ottobre 2013), è stato un musicologo italiano.

## Biografia
Diplomatosi al Conservatorio Gioachino Rossini di Pesaro, Bianchi si è occupato per anni di polifonia rinascimentale nonché di Musica barocca, con particolare riferimento all'àmbito sacro. In particolare i suoi studi si sono rivolti a figure quali Giovanni Pierluigi da Palestrina, Giacomo Carissimi, Alessandro Scarlatti e Alessandro Stradella.
Nel 1949 ha fondato a Roma il «Centro dell'oratorio musicale». Da allora ha iniziato a curare diverse edizioni critiche per l'Istituto Italiano per la Storia della Musica e per la casa editrice romana De Santis. Tra il 1955 e il 1999 ha completato la pubblicazione de Le Opere complete di Giovanni Pierluigi da Palestrina avviata da Raffaele Casimiri. È stato altresì tra i fondatori della «Fondazione Giovanni Pierluigi da Palestrina - Centro Studi palestriniani».
Nel 2001 il Presidente della Repubblica Italiana Carlo Azeglio Ciampi gli ha conferito la Medaglia al merito per la cultura e l'arte.
È morto a Roma all'età di 93 anni.

## Pubblicazioni (selezione)
- Appunti su Giacomo Carissimi, in «Nuova Rivista Musicale Italiana», Torino, ERI, 1985, pp. 112-121.
- Dall'oratorio di Alessandro Scarlatti all'oratorio di Händel, in Händel e gli Scarlatti a Roma, a cura di Nino Pirrotta e Agostino Ziino, Firenze, Olschki, 1987, pp. 79-91.
- Carissimi, Stradella, Scarlatti e l'oratorio musicale, Roma, De Santis, 1969.
- Alessandro Scarlatti (con R. Pagano e G. Rostirolla), Torino, ERI, 1972.
- Giovanni Pierluigi da Palestrina (con K. G. Fellerer), Torino, ERI, 1971.
- Giovanni Pierluigi da Palestrina nella vita, nelle opere, nel suo tempo, Fondazione Giovanni Pierluigi da Palestrina, 1995.
- Alessandro Scarlatti e l'oratorio Il dolore di Maria Vergine, in «Et facciamo dolçi canti». Studi in onore di Agostino Ziino in occasione del suo 65º compleanno, Lucca, LIM, 2003, Tomo I, pp. 807-810.